# 小行星6871
小行星6871（英語：6871 Verlaine）是一颗围绕太阳公转的小行星。1993年1月23日，艾瑞克·怀特·埃尔斯特在拉西拉天文台发现了此天体。
这颗小行星的绝对星等为207.5998516819479等。